# Bylazora licheniferata
Bylazora licheniferata är en fjärilsart som beskrevs av Walker 1862. Bylazora licheniferata ingår i släktet Bylazora och familjen mätare. Inga underarter finns listade i Catalogue of Life.